# Linia kolejowa nr 61
Linia kolejowa nr 61 Kielce Główne – Fosowskie – zelektryfikowana jedno- i dwutorowa linia kolejowa o długości 177,300 km, powstała jako Kolej Herbsko-Kielecka.

## Historia
Pierwszy odcinek linii Herby Pruskie – Lubliniec otwarto 1 grudnia 1891 roku. 10 października 1894 roku otwarto odcinek Lubliniec – Fosowskie, a w 1903 roku oddano do użytku odcinek z Herb do Stradomia. Zarządcą linii po niemieckiej stronie były Pruskie koleje państwowe.
W maju 1909 roku prace nad budową szerokotorowego odcinka Częstochowa – Kielce były gotowe do realizacji. Pierwotnie linia miała biec przez Złoty Potok i Olsztyn, a prace planowano zakończyć w 1910 roku.
Ostatecznie 26 lutego 1911 roku odcinek Częstochowa – Kielce został otwarty tworząc ciąg komunikacyjny Herby-Kielce.
Podczas I wojny światowej linia kolejowa po części rosyjskiej została przekuta przez Niemców z rozstawu szerokotorowego na normalnotorowy. Po odzyskaniu niepodległości przez Polskę linia przeszła na własność Polskich Kolei Państwowych.
29 kwietnia 1967 zelektryfikowano odcinek Kielce – Kielce Herbskie, a 27 listopada 1965 roku zakończono elektryfikację odcinka Kucelinka – Herby Stare. Dalsze prace przeprowadzono do 26 stycznia 1973 roku kiedy oddano do użytku sieć trakcyjną z Herb Starych do Lublińca, a 29 grudnia 1973 roku zelektryfikowano odcinek Kucelinka – Koniecpol. Ponad rok później 4 grudnia 1974 roku zelektryfikowano odcinek Kielce Herbskie – Koniecpol.
Ostateczne prace nad elektryfikacją linii zakończono 18 grudnia 1976 roku kiedy oddano do użytku sieć trakcyjną na odcinku Lubliniec – Fosowskie.
W maju 2012 r. ogłoszono pierwszy przetarg na realizację remontu tej linii, obejmujący odcinek Koniecpol-Turów (km 74,887 – 99,679), a rozstrzygnięto go na początku sierpnia 2012 roku. W połowie stycznia 2013 roku ogłoszono przetarg na pozostałe prace na odcinku Częstochowa–Koniecpol. 7 marca otwarto koperty z ofertami na rewitalizację linii. Na inwestycję przeznaczono 136,1 mln zł. Zainteresowanych inwestycją było sześć podmiotów, których oferty kształtowały się w zakresie od 132,1 do 184,6 mln zł. Wykonawcy zadeklarowali zakończenie prac do 30 listopada 2013 r. Umowę podpisano w połowie kwietnia. W ramach prac na odcinku Koniecpol–Stradom przeprowadzona zostanie wymiana 40 km nawierzchni torowej, przebudowa 33 przejazdów kolejowo-drogowych, remont 27 obiektów inżynieryjnych, przebudowa sieci trakcyjnej i oświetlenia na stacjach Turów i Koniecpol oraz samego oświetlenia na stacji Julianka, a także wymiana urządzeń sterowania ruchem.
W maju 2012 r. ogłoszono przetarg na remont linii na odcinku Częstochowa-Fosowskie, a koperty z 7 ofertami otwarto 16 listopada tego samego roku. 25 marca 2013 roku PKP PLK podpisała umowę na remont z konsorcjum, w którym liderem jest Przedsiębiorstwo Napraw i Utrzymania Infrastruktury Kolejowej w Krakowie. Wartość umowy wyniosła 323,49 mln złotych brutto.
Rozpisano także przetarg na prace na linii nr 144 łączącej linię 61 z Opolem Głównym.
9 grudnia 2012 roku Koleje Śląskie przejęły od Przewozów Regionalnych obsługę połączeń Częstochowa – Lubliniec.
1 lutego 2013 roku Ministerstwo Finansów wydało zgodę na zapewnienie finansowania projektów rewitalizacji, co było niezbędne, by PKP Polskie Linie Kolejowe mogły podpisać umowy z wykonawcami, co nastąpiło 2 kwietnia. W ramach umowy o wartości 109 mln zł zaplanowano wykonać prace projektowe i budowlane, a termin zakończenia inwestycji wskazany na umowie to 28 listopada 2014 roku. Roboty mające obejmować wymianę 31 km torów, naprawę 25 przejazdów kolejowo-drogowych, wymianę 28 rozjazdów, remont 24 obiektów inżynieryjnych oraz przebudowę peronów na stacjach Fosowskie, Staniszcze Małe, Krasiejów, Ozimek, Dębska Kuźnia, Chrząstowice, Suchy Bór, Opole Główne miały zostać zakończone pod koniec 2013 roku, a cała inwestycja do 2014 roku, jednak z powodu opóźnień w realizacji termin zakończenia prac kilkukrotnie przekładano. Ostatecznie linię otwarto do użytku 18 sierpnia 2014 roku. Od 14 grudnia 2014 roku na odcinku Opole – Fosowskie rozpoczęły się planowe przejazdy pociągów dalekobieżnych InterCity relacji (Szczecin–Poznań Gł.–)Wrocław Gł.–Częstochowa Stradom–Kraków Gł.(–Przemyśl) oraz Ekspres InterCity Premium Wrocław Gł.–Częstochowa Stradom–Warszawa Wschodnia.
15 grudnia 2024 roku oddano do użytku nowy przystanek kolejowy Piekoszów, jednocześnie zmieniając nazwę starego przystanku Piekoszów na Piekoszów Łaziska.

## Prędkości maksymalne
| Prędkości maksymalne dla pociągów osobowych w rozkładzie 2023/2024 | Prędkości maksymalne dla pociągów osobowych w rozkładzie 2023/2024 | Prędkości maksymalne dla pociągów osobowych w rozkładzie 2023/2024 | Prędkości maksymalne dla pociągów osobowych w rozkładzie 2023/2024 |
| Od                                                                 | Do                                                                 | tor 1                                                              | tor 2                                                              |
| ------------------------------------------------------------------ | ------------------------------------------------------------------ | ------------------------------------------------------------------ | ------------------------------------------------------------------ |
| Km                                                                 | Km                                                                 | Prędkość (km/h)                                                    | Prędkość (km/h)                                                    |
| -0,525                                                             | 2,800                                                              | 70                                                                 | 70                                                                 |
| 2,800                                                              | 3,130                                                              | 70                                                                 | 100                                                                |
| 3,130                                                              | 5,260                                                              | 90                                                                 | 100                                                                |
| 5,260                                                              | 10,200                                                             | 100                                                                | 100                                                                |
| 10,200                                                             | 13,200                                                             | 120                                                                | 120                                                                |
| 13,200                                                             | 15,200                                                             | 110                                                                | 110                                                                |
| 15,200                                                             | 23,100                                                             | 120                                                                | 120                                                                |
| 23,100                                                             | 36,470                                                             | 110                                                                | 110                                                                |
| 36,470                                                             | 37,075                                                             | 100                                                                | 110                                                                |
| 37,075                                                             | 37,040                                                             | 100                                                                | 110                                                                |
| 37,040                                                             | 37,590                                                             | 100                                                                | 100                                                                |
| 37,590                                                             | 52,700                                                             | 110                                                                | 110                                                                |
| 52,700                                                             | 59,800                                                             | 120                                                                | 120                                                                |
| 59,800                                                             | 60,400                                                             | 100                                                                | 100                                                                |
| 60,400                                                             | 61,300                                                             | 130                                                                | 130                                                                |
| 61,300                                                             | 67,780                                                             | 140                                                                | 140                                                                |
| 67,780                                                             | 70,500                                                             | 130                                                                | 130                                                                |
| 70,500                                                             | 71,900                                                             | 120                                                                | 120                                                                |
| 71,900                                                             | 73,800                                                             | 110                                                                | 110                                                                |
| 73,800                                                             | 76,580                                                             | 130                                                                | 130                                                                |
| 76,580                                                             | 77,000                                                             | 120                                                                | 120                                                                |
| 77,000                                                             | 79,100                                                             | 130                                                                | 130                                                                |
| 79,100                                                             | 80,850                                                             | 110                                                                | 110                                                                |
| 80,850                                                             | 85,700                                                             | 140                                                                | 140                                                                |
| 85,700                                                             | 86,050                                                             | 110                                                                | 110                                                                |
| 86,050                                                             | 88,750                                                             | 120                                                                | 120                                                                |
| 88,750                                                             | 88,800                                                             | 130                                                                | 120                                                                |
| 88,800                                                             | 92,200                                                             | 130                                                                | 130                                                                |
| 92,200                                                             | 92,650                                                             | 110                                                                | 110                                                                |
| 92,650                                                             | 96,900                                                             | 130                                                                | 130                                                                |
| 96,900                                                             | 98,900                                                             | 110                                                                | 110                                                                |
| 98,900                                                             | 99,100                                                             | 80                                                                 | 110                                                                |
| 99,100                                                             | 100,000                                                            | 110                                                                | 110                                                                |
| 100,000                                                            | 100,950                                                            | 100                                                                | 100                                                                |
| 100,950                                                            | 106,250                                                            | 110                                                                | 110                                                                |
| 106,250                                                            | 109,900                                                            | 130                                                                | 130                                                                |
| 109,900                                                            | 111,600                                                            | 90                                                                 | 90                                                                 |
| 111,600                                                            | 115,700                                                            | 110                                                                | 110                                                                |
| 115,700                                                            | 115,950                                                            | 110                                                                | 90                                                                 |
| 115,700                                                            | 115,950                                                            | 110                                                                | 90                                                                 |
| 115,950                                                            | 116,600                                                            | 80                                                                 | 90                                                                 |
| 116,600                                                            | 117,600                                                            | 80                                                                 | 120                                                                |
| 117,600                                                            | 119,050                                                            | 120                                                                | 120                                                                |
| 119,050                                                            | 119,500                                                            | 100                                                                | 100                                                                |
| 119,500                                                            | 122,600                                                            | 120                                                                | 100                                                                |
| 122,600                                                            | 123,000                                                            | 90                                                                 | 120                                                                |
| 123,000                                                            | 123,350                                                            | 90                                                                 | 120                                                                |
| 123,350                                                            | 123,450                                                            | 100                                                                | 90                                                                 |
| 123,450                                                            | 124,050                                                            | 100                                                                | 100                                                                |
| 124,050                                                            | 133,400                                                            | 130                                                                | 130                                                                |
| 133,400                                                            | 136,200                                                            | 120                                                                | 120                                                                |
| 136,200                                                            | 137,890                                                            | 130                                                                | 120                                                                |
| 137,890                                                            | 145,100                                                            | 130                                                                | 130                                                                |
| 145,100                                                            | 146,500                                                            | 130                                                                | 120                                                                |
| 146,500                                                            | 148,700                                                            | 130                                                                | 130                                                                |
| 148,700                                                            | 149,700                                                            | 120                                                                | 130                                                                |
| 149,700                                                            | 149,850                                                            | 120                                                                | 100                                                                |
| 149,850                                                            | 150,100                                                            | 90                                                                 | 100                                                                |
| 150,100                                                            | 151,400                                                            | 120                                                                | 100                                                                |
| 151,400                                                            | 152,605                                                            | 120                                                                | 90                                                                 |
| 152,605                                                            | 152,730                                                            | 120                                                                | brak toru                                                          |
| 152,730                                                            | 153,080                                                            | 80                                                                 | brak toru                                                          |
| 153,080                                                            | 154,600                                                            | 120                                                                | brak toru                                                          |
| 154,600                                                            | 155,000                                                            | 100                                                                | brak toru                                                          |
| 155,000                                                            | 156,200                                                            | 120                                                                | brak toru                                                          |
| 156,200                                                            | 156,600                                                            | 90                                                                 | brak toru                                                          |
| 156,600                                                            | 157,800                                                            | 120                                                                | brak toru                                                          |
| 157,800                                                            | 162,100                                                            | 130                                                                | brak toru                                                          |
| 162,100                                                            | 166,600                                                            | 160                                                                | brak toru                                                          |
| 166,600                                                            | 175,110                                                            | 140                                                                | brak toru                                                          |
| 175,110                                                            | 175,625                                                            | 100                                                                | brak toru                                                          |
| 175,625                                                            | 175,750                                                            | 90                                                                 | brak toru                                                          |
| 175,750                                                            | 176,775                                                            | 100                                                                | brak toru                                                          |